# Twórczość Bohumila Hrabala

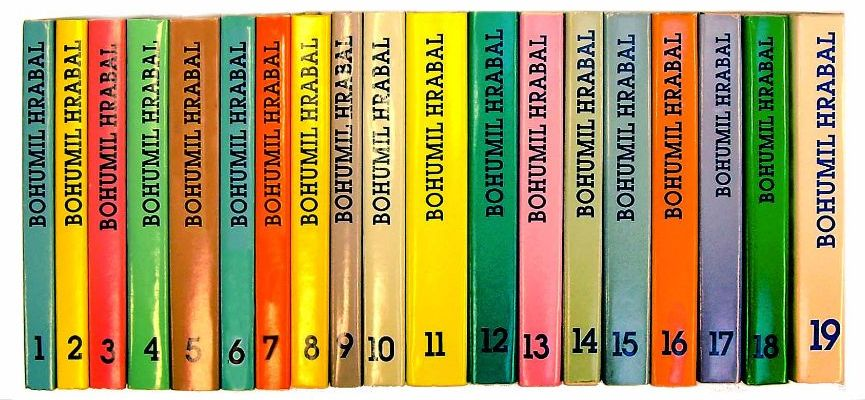
Dzieła zebrane Hrabala w 19 tomach nakładem wydawnictwa Pražská imaginace

Twórczość Bohumila Hrabala to chronologiczna lista dzieł wpływowego czeskiego autora, łączącego fikcję z autobiografią i przekraczającego tradycyjne granice gatunków. Bohumil Hrabal w swoich książkach oraz zbiorach opowiadań przedstawia miejsca zaczerpnięte zarówno z Pragi, jak i rodzinnego Nymburka. Motywy obejmują okupację niemiecką, kulturę piwno-barową i specyficzne, naturalne postacie w niezwykłych sytuacjach, czasem oparte na prawdziwych osobach, np. stryj Pepin czy żona Eliška zwana Pipsi. Popularny głównie w Czechach, w porównywalnym stopniu do Kundery, choć twórczość Hrabala również doczekała się tłumaczeń na różne języki; jego utwory można znaleźć w języku angielskim, bułgarskim, chorwackim, duńskim, hiszpańskim, holenderskim, fińskim, francuskim, greckim, hebrajskim, islandzkim, katalońskim, niemieckim, norweskim, portugalskim, rumuńskim, serbskim, słowackim, słoweńskim, szwedzkim, tureckim, węgierskim i włoskim. Twórczość Hrabala, jak sam pisał, inspirowana jest twórczością wielu pisarzy m.in. Guillaume Apollinaire, Dostojewski, Hašek, Joyce, Kafka, Jack Kerouac i François Rabelais oraz filozofów: Laozi, Freud, Hegel, czy Arthur Schopenhauer.
W poniższym tekście znajduje się spis z chronologicznym zestawieniem prac Hrabala oraz spis tłumaczeń różnych utworów na język polski.

## Czeska bibliografia
- Perlička na dně (opowiadania: Večerní kurs, Miláček, Staré zlaté časy, Fádní odpoledne, Smrt pana Baltisbergra, Emánek, Andělský voči, Podvodníci, Baron Prášil, Křtiny 1947, Pražské jesličky), 1963, 1964 (zawiera również U Zeleného stromu)
- Pábitelé (opowiadania: Jarmilka, Pan notář, Pohřeb, Bambini di Praga 1947, Pábitelé, Automat Svět, Chcete vidět zlatou Prahu?, Iontoforéza, Dáma s kaméliemi, Diamantové očko, Romance), 1964 (zawiera również O Pábitelích – część 1), 1964 (zawiera również: O Pábitelích – część 1, Štědrovečerní), 1969 (zawiera również: O Pábitelích – część 2, U Zeleného stromu, Štědrovečerní, Kopretina)
- Taneční hodiny pro starší a pokročilé, 1964, 1965 (zawiera również Na struně mezi kolíbkou a rakví)
- Ostře sledované vlaky, 1965
- Inzerát na dům, ve kterém už nechci bydlet (opowiadania: Kafkárna, Divní lidé, Anděl, Ingot a ingoti, Zrada zrcadel, Prokopnutý buben, Krásná Poldi), 1965 (zawiera również O Inzerátu na dům…), 1967
- Kopretina, 1965
- Automat svět: výbor povídek (wybór opowiadań), 1966 (wybór z: Perlička na dně, Pábitelé oraz: U Zeleného stromu, Taneční hodiny pro starší a pokročilé)
- Toto město je ve společné péči obyvatel, 1967
- Morytáty a legendy (opowiadania: Morytát, který napsali čtenáři, Legenda o Egonu Bondym a Vladimírkovi, Morytát o prasečích hodech, Legenda o Lamertzových jehlách, Květnový morytát aneb Byla noc tichá májová, Legenda o krásné Julince, Legenda o Kainovi, Morytát o Královně noci, Legenda zahraná na strunách…, Morytát o cestovatelích kolem světa, Morytát o zavraždění Anežky Hrůzové, Morytát o veřejné popravě, Post scriptum), 1968
- Poupata (wybór opowiadań), 1970 (zawiera: Etudy, Slíční střelci, Zápisník snů, Slavná Wantochova legenda, Lichoběžník číslo dvě, Dům, který se osvěžoval bleskem, Filipojakubský den, Farizejové a zákoníci, Nelze utéci, Veliký život, Setkání a návštěvy, Trať číslo, Fádní stanice, Křtiny, Očekávej mě, Dětský dům, Veliký život, Lednová povídka, Únorová povídka, Bambino di Praga, Krásná Poldi, 3 zrcadla, První rapsodie, Druhá rapsodie, Láska, Monolog, Poema laureáta srpnové noci, Smrt chlupatýma krajkami…, Kateřinky, Zamilovaná, Amor a Psyché, Rituální vraždy, Expozé panu ministru informací, Jarmilka, Doslov k Poupatům), 1982 (wydanie zagraniczne – Kolonia, wybór z wyd. z 1970 oraz Všední hovor), 1992 (wybór z wyd. z 1970)
- Domácí úkoly: úvahy a rozhovory, 1970 (wybór)
- Obsluhoval jsem anglického krále, 1971 (II obieg), 1980 (wydanie zagraniczne – Kolonia), 1990
- Něžný barbar, 1973 (II obieg), 1981 (wydanie zagraniczne – Kolonia), 1990
- Postřižiny, 1974 (II obieg, zawiera również: Družička , Na prahu věčnosti, Variace na téma jedné slečny, Rukověť pábitelského učně), 1976
- Městečko, kde se zastavil čas, 1974 (II obieg), 1978 (wydanie zagraniczne – Innsbruck), 1991
- Adagio lamentoso, 1976 (II obieg)
- Příliš hlučná samota, 1977 (II obieg), 1978 (II obieg, zawiera również Adagio lamentoso), 1980 (wydanie zagraniczne – Kolonia), 1986 (II obieg, trzy wersje tekstu), 1989 (zawiera również: Adagio lamentoso, P. S. k Adagiu lamentoso)
- Tři teskné grotesky, 1978 (II obieg, zawiera: Etudy, které zbyly, Mrtvomat, Schizofrenické evangelium, Dovětek ke Třem teskným groteskám)
- Slavnosti sněženek (wybór opowiadań), 1978 (zawiera: Polomy v lese, Hostinec U Bernardýna, Pan Metek, Na zahrádce, Králíčci v křídle, Čekání na chleba, Maminčiny oči, Jeden dětský den, Mazánkův zázrak, Pan Kakra, Slavnost sněženek, Přátelé, Leli, Lucinka a Pavlína, Hostina – późniejszy wariant, Pan Iontek)
- Krasosmutnění, 1979
- Každý den zázrak (wybór opowiadań), 1979 (wybór z: Perlička na dně, Pábitelé oraz: Jeden dětský den, Lucinka a Pavlína, Pan Metek, Pan Iontek, Hostina – późniejszy wariant, Postřižiny – rozdziały oznaczone tytułami redakcyjnymi, Krasosmutnění – fragmenty)
- Harlekýnovy miliony, 1981
- Kluby poezie, 1981
- Domácí úkoly z pilnosti, 1982 (wybór oraz Sešitek nerozlišující pozornosti)
- Městečko u vody, 1982 (zawiera: Postřižiny, Krasosmutnění, Harlekýnovy miliony)
- Hovory lidí (wybór opowiadań), 1984 (wybór z: Perlička na dně, Pábitelé oraz: Setkání, Taneční hodiny pro starší a pokročilé, Legenda o Lamertzových jehlách, Na zahrádce, Lucinka a Pavlína, Hostina – późniejszy wariant, Pan Iontek), 1989 (zawiera: Setkání, Večerní Praha)
- Zápisky z besedy v Radaru, 1985 (II obieg)
- Z deníku pábitele (wybór opowiadań), 1985 (II obieg, zawiera: Pražské pavlačové anegdoty, Drzý interview, Poetický zápisník, Morytát o prasečích hodech, Měsíčná noc, Zdivočelá kráva, Beatrice, Variace na krásnou slečnu, Autíčko, Adagio lamentoso, Věc Mesiáš, Paříci, Co je pravda v literatuře, Květnový morytát aneb Byla noc tichá májová, Leli, Pohádka, Bohumil Hrabal odpovídá na otázky Jaroslava Putíka, Barvotisky)
- Pražská ironie (wybór tekstów), 1986 (II obieg, zawiera: Pražské pavlačové anekdoty, Pražská ironie, Kdo jsem – fragmenty, wybór z Domácí úkoly z pilnosti, Love story)
- Sémantický zmatek: konfrontáž textů (wybór tekstów), 1986 (II obieg, zawiera: Sémantický zmatek, Rukověť pábitelského učně, Zápisky z besedy v Radaru, Růže a kopačky, wybór z Domácí úkoly: úvahy a rozhowory, Dvě stránky, Staré noviny, Pane Seiferte, Akademický slib vykonán, Imaginární rozhovor, Pepíku, Jírovy koláže, Klavírní výtah)
- Životopis trochu jinak, 1986 (II obieg, zawiera: Předmluva – fragment, Život není žádná pohádka, Životopis trochu jinak, Reakce na Harlekýnovy miliony, Anonymní dopis)
- Život bez smokingu (wybór opowiadań), 1986 (zawiera: Božské děti, Život bez smokingu, Autíčko, Rukověť pábitelského učně, Dandy v montérkách, Kdo jsem – fragmenty, Moje Libeň, Proč píšu?)
- Proluky, 1986 (wydanie zagraniczne – Toronto), 1986 (II obieg), 1991
- Svatby v domě, 1986 (II obieg), 1987 (wydanie zagraniczne – Toronto), 1991
- Vita nuova, 1986 (II obieg), 1987 (wydanie zagraniczne – Toronto), 1991
- Schizofrenické evangelium, 1987 (II obieg), 1990 (zawiera również: Utrpení starého Wertera, Kain, Lednová povídka, Únorová povídka, Protokol aneb Příspěvek k renesanci, sepsaný s mým strýcem Josefem)
- Kličky na kapesníku, 1987 (II obieg), 1990 (zawiera również Maska a tvář)
- Atomová mašina značky Perkeo (wybór opowiadań), 1987 (II obieg, zawiera: Tento soubor textů, Schizofrenické evangelium, Exploze Gabriel, Made in Czechoslovakia, Blitzkrieg, Protokol aneb Příspěvek k renesanci, sepsaný s mým strýcem Josefem, Akademická cantata, Co je poezie?, Noci, noci, básnické noci, Realistický sonnet, Poéma laureáta srpnové noci 1951 – I część, Luna září, Poéma laureáta srpnové noci 1951 – II część, Smrt chlupatýma krajkami…, Kateřinky, Amor a Psyché, Rituální vraždy, Šípková Růženka bude probuzena láskou, 15. dubna, Kominík a jeptiška, Zbohatlice, Zbohatlice – wariant Zrcadlo 5, Mezi bílou a černou koulí, Noc a den u Modré hvězdy, Příjmám ji denně podobojí, Pohled z okna, Díkuvzdání vynálezci, Proutek se dotknul května, Hodina dějepisu, Já pravím nic a něco, Dobrý den, Dívka a podzim, Moderní legenda, Etudy, které zbyly, Mrtvomat, Jeden všední den, Atomová mašina značky Perkeo, Romantici, Velká cena, Stůl, kterému chybí noha), 1991 (zawiera wybór z wyd. z 1987 oraz wybór z Listopadový uragán)
- Básnění, 1987 (II obieg, zawiera: Ztracená ulička, Barvotisky, P. F. 1985, Adagio lamentoso)
- Naivní fuga, 1987 (II obieg)
- Stůl, kterému chybí noha, 1987 (II obieg)
- Romantici, 1987 (II obieg)
- Protokol aneb Příspěvek k renesanci, sepsaný s mým strýcem Josefem, 1987 (II obieg)
- Můj svět (wybór opowiadań), 1988 (wybór z: Perlička na dně, Pábitelé, Inzerát na dům, ve kterém už nechci bydlet oraz: Obrazy, ze kterých žiji, Rukověť pábitelského učně, Polomy v lese, Přátelé, Maminčiny oči, Slavnost sněženek, Pan Kakra, Autíčko, Hostina – późniejszy wariant, Proč píšu?)
- Dramatizace Hlučné samoty, 1988 (II obieg, teatralne i filmowe wersje Příliš hlučná samota)
- Životopis trochu jinak: pásmo, 1988 (II obieg, zawiera fragmenty Kličky na kapesníku)
- Tři novely, 1989 (zawiera: Ostře sledované vlaky, Taneční hodiny pro starší a pokročilé, Obsluhoval jsem anglického krále)
- Chcete vidět zlatou Prahu? (wybór opowiadań), 1989 (wybór z: Perlička na dně, Pábitelé, Inzerát na dům, ve kterém už nechci bydlet oraz opowiadanie Láska)
- Amerika začala u Zlatýho tygra, 1989 (II obieg, zawiera: Z besedy na stanfordské univerzitě, Rozhovor pro Hlas Ameriky, Rozhovor pro Československý rozhlas)
- Listopadový uragán, 1990
- Bambino di Praga - Barvotisky - Krásná Poldi, 1990 (zawiera również Krásná Poldi)
- Kouzelná flétna, 1990 (wybór z Listopadový uragán)
- Kdo jsem, 1990
- Totální strachy, 1990 (fragment z Ponorné říčky)
- Krajina/y Bohumila Hrabala, 1990 (fragmenty z tekstów Bohumila Hrabala wybrał Karel Dostál)
- Ponorné říčky, 1991 (zawiera również Svoboda od čeho? Svoboda k čemu?)
- Růžový kavalír, 1991 (zawiera również: Z besedy na stanfordské univerzitě, Rozhovor pro Hlas Ameryki, Rozhovor pro Československý rozhlas, Vinárna U Křižovníků, Rozhovor ve Skotsku, Cikánská rapsodie)
- Ztracená ulička, 1991
- Slavná Wantochova legenda, 1991
- Aurora na mělčině, 1992 (zawiera również Naivní fuga)
- Městečko, kde se zastavil čas - Něžný barbar - Příliš hlučná samota, 1992
- Křik, 1992 (zawiera Naivní fuga)
- Večerníčky pro Cassia, 1993
- Pražské pavlačové anegdoty (opowiadania: Pražské pavlačové anegdoty: úvodní esej, Pavlačová zima, Pavlačové jaro, Pavlačové léto, Pavlačový podzim), 1994
- Já si vzpomínám jen a jen na slunečné dny, 1998
- Sebrané spisy Bohumila Hrabala:
  - [tom 1] Básnění (do druku przygotował Miroslav Červenka), 1992
  - [tom 2] Židovský svícen (do druku przygotowali Karel Dostál i Václav Kadlec, 1991
  - [tom 3] Jarmilka (do druku przygotowali Karel Dostál i Václav Kadlec), 1992
  - [tom 4] Pábení (do druku przygotowała Jiřina Zumrová), 1993
  - [tom 5] Kafkárna (do druku przygotowali Karel Dostál, Claudio Poeta i Václav Kadlec), 1994
  - [tom 6] Obrazy v hlubině času (do druku przygotowała Jiřina Zumrová), 1994
  - [tom 7] Obsluhoval jsem anglického krále (do druku przygotowali Karel Dostál i Václav Kadlec), 1993
  - [tom 8] Rukověť pábitelského učně (do druku przygotowali Karel Dostál i Václav Kadlec), 1993
  - [tom 9] Hlučná samota (do druku przygotował Milan Jankovič), 1994
  - [tom 10] Nymfy v důchodu (do druku przygotowała Milada Chlíbcová), 1994
  - [tom 11] Svatby v domě (do druku przygotowali Jaroslava Janáčková, Milada Chlíbcová, Milan Jankovič i Václav Kadlec), 1995
  - [tom 12] Kdo jsem (do druku przygotowali Karel Dostál i Václav Kadlec), 1995
  - [tom 13] Dopisy Dubence (do druku przygotowali Karel Dostál i Václav Kadlec), 1995
  - [tom 14] Pojízdná zpovědnice (do druku przygotowali Karel Dostál i Václav Kadlec), 1996
  - [tom 15] Domácí úkoly (do druku przygotowali Karel Dostál, Vladimír Gardavský, Claudio Poeta i Václav Kadlec), 1995
  - [tom 16] Naivní fuga (do druku przygotowali Karel Dostál i Václav Kadlec), 1995
  - [tom 17] Kličky na kapesníku (do druku przygotowali Vladimír Gardavský, Claudio Poeta i Václav Kadlec), 1996
  - [tom 18] Ze zápisníku zapisovatele (do druku przygotowali Vladimír Gardavský, Claudio Poeta i Václav Kadlec), 1996
  - [tom 19] Dodatky, rejstříky, bibliografie (do druku przygotowali Claudio Poeta i Václav Kadlec), 1997

## Utwory Bohumila Hrabala przetłumaczone na język polski
(kolejność według Sebrané spisy Bohumila Hrabala)
[tom 1]:
- Ze zbioru Ztracená ulička ukazały się:
  - Kolekce není. Mathias – Kolekcji nie ma. Mathias (tłum. Piotr Godlewski):
- Zápisník snů – Notatnik snów (tłum. Józef Waczków)
- Slíční střelci – Strzelcy malowani (tłum. Józef Waczków)

[tom 2]:
- Kain – Kain: opowiadanie egzystencjonalne (tłum. Józef Waczków)
- Dům, který se osvěžoval bleskem – Dom, który orzeźwiał się błyskawicą (tłum. Józef Waczków)
- Filipojakubský den – Dzień świętojański (tłum. Józef Waczków)
- Slavná Wantochova legenda – Słynna legenda Wantochowa (tłum. Józef Waczków)
- Veliký život – Wielkie życie (tłum. Józef Waczków)
- Utrpení starého Werthera – Cierpienia starego Wertera (tłum. Józef Waczków)
- Bambino di Praga – Bambino di Praga: epos (tłum. Józef Waczków), Strzępy poetyckiego elementarza, cz. I i II [fragm.] (tłum. Andrzej Czcibor-Piotrowski)
- Krásná Poldi – Strzępy poetyckiego elementarza, cz. III i IV [fragm.] (tłum. Andrzej Czcibor-Piotrowski)

[tom 3]:
- Schizofrenické evangelium – Schizofreniczna ewangelia (tłum. Józef Waczków)
- Lednová povídka – Opowiadanie styczniowe (tłum. Jan Stachowski), Opowiadanie styczniowe (tłum. Józef Waczków)
- Únorová povídka – Opowiadanie lutowe (tłum. Jan Stachowski), Opowiadanie lutowe (tłum. Józef Waczków)
- Exploze Gabriel – Eksplozja Gabriel (tłum. Józef Waczków)
- Made in Czechoslovakia – Made in Czechoslovakia (tłum. Józef Waczków)
- Blitzkrieg – Blitzkrieg (Błyskawica) (tłum. Józef Waczków)
- Jarmilka – Jarmilka. Dokument (tłum. Jan Stachowski), Jarmilka. Dokument (tłum. Józef Waczków)
- Protokol aneb Příspěvek k renesanci, sepsaný s mým strýcem Josefem – Protokół, czyli przyczynek do renesansu spisany wspólnie z moim stryjem Józefem (tłum. Józef Waczków)
- Setkání a návštěvy – Spotkania i odwiedziny (tłum. Józef Waczków)
- Trať číslo 23a – Trasa numer 23a (tłum. Józef Waczków)
- Fádní stanice – Nuda na stacji (tłum. Jacek Baluch)
- Symposion – Sympozjon (tłum. Józef Waczków)
- Jeden všední den – Jeden powszedni dzień (tłum. Janusz Anderman), Pewien zwykły dzień (tłum. Anna Karel [Halina Kuligowska]), Jeden zwyczajny dzień (tłum. Andrzej Sławomir Jagodziński), Zwyczajny dzień (tłum. Andrzej Sławomir Jagodziński)
- Romantici – Romantycy (tłum. Józef Waczków)
- Láska – Miłość (tłum. Józef Waczków)
- Setkání – Spotkanie (tłum. Andrzej Czcibor-Piotrowski)

[tom 4]:
- Ze zbioru Perlička na dně ukazały się:
  - Večerní kurs – Wieczorna lekcja jazdy (tłum. Andrzej Czcibor-Piotrowski), Wieczorna jazda (tłum. Mirosław Śmigielski)
  - Miláček – Kochaś (tłum. Jan Stachowski), Pupil (tłum. Jan Stachowski)
  - Staré zlaté časy – Dawne złote czasy (tłum. Jan Stachowski)
  - Fádní odpoledne – Leniwe popołudnie (tłum. Jan Stachowski), Śnięte popołudnie (tłum. Józef Waczków)
  - Smrt pana Baltisbergra – Śmierć pana Baltisbergera (tłum. Cecylia Dmochowska)
  - Emánek – Emanek (tłum. Emilia Witwicka)
  - Andělský voči – Oczy serafina (tłum. Edward Madany)
  - Podvodníci – Aferzyści (tłum. Jan Stachowski), Blagierzy (tłum. Jan Stachowski)
  - Baron Prášil – Baron Münchhausen (tłum. Emilia Witwicka)
  - Křtiny 1947 – Chrzciny 1947 (tłum. Emilia Witwicka), Chrzciny 1947 (tłum. Andrzej Czcibor-Piotrowski)
  - Pražské jesličky – Praskie jasełka (tłum. Helena Gruszczyńska-Dębska)
- Ze zbioru Pábitelé ukazały się:
  - Jarmilka – Jarmilka (tłum. Helena Gruszczyńska-Dębska)
  - Pan notář – Pan rejent (tłum. Helena Gruszczyńska-Dębska)
  - Pohřeb – Pogrzeb (tłum. Andrzej Czcibor-Piotrowski), Pogrzeb (tłum. Mirosław Śmigielski)
  - Bambini di Praga 1947 – Bambini di Praga 1947 (tłum. Andrzej Czcibor-Piotrowski), Bambini di Praga 1947 (tłum. Mirosław Śmigielski)
  - Pábitelé – Bawidułki (tłum. Cecylia Dmochowska), Pabitele (tłum. Mirosław Śmigielski)
  - Automat Svět – Bar Świat (tłum. Edward Madany)
  - Chcete vidět zlatou Prahu? – Chce pan widzieć Złotą Pragę? (tłum. Helena Gruszczyńska-Dębska)
  - Iontoforéza – Jontoforeza (tłum. Jan Stachowski)
  - Dáma s kaméliemi – Dama kameliowa (tłum. Jan Stachowski)
  - Diamantové očko – Diamentowe oczko (tłum. Edward Madany)
  - Romance – Cygańska romanca (tłum. Andrzej Czcibor-Piotrowski), Romanca (tłum. Zofia Jędrzejowska-Waszczuk), Romanca (tłum. Mirosław Śmigielski)
- U Zeleného stromu – „Pod Zielonym Drzewem” (tłum. Helena Gruszczyńska-Dębska)
- Kopretina - Złocieńka (tłum. Wojciech Soliński)

[tom 5]:
- Taneční hodiny pro starší a pokročilé – Lekcje tańca dla starszych i zaawansowanych (tłum. Andrzej Czcibor-Piotrowski)
- Ostře sledované vlaky – Pociągi pod specjalnym nadzorem (tłum. Andrzej Czcibor-Piotrowski)
- Inzerát na dům, ve kterém už nechci bydlet – Sprzedam dom, w którym już nie chcę mieszkać (tłum. Janusz Anderman, Tadeusz Lis):
  - Kafkárna – Kafkiada (tłum. Cecylia Dmochowska), Zupełny Kafka
  - Divní lidé – Dziwni ludzie
  - Anděl – Anioł
  - Ingot a ingoti – Odlew i odlewy
  - Zrada zrcadel – Zdrada luster
  - Prokopnutý buben – Rozpirzony bęben (tłum. Józef Waczków), Rozwalony bęben
  - Krásná Poldi – Piękna Poldi
- Morytáty a legendy – Pieśni dziadowskie i legendy (tłum. Andrzej Czcibor-Piotrowski):
  - Morytát, který napsali čtenáři – Krwawa ballada, którą napisali czytelnicy (tłum. Emilia Witwicka), Pieśń dziadowska, którą napisali czytelnicy
  - Legenda o Egonu Bondym a Vladimírkovi – Legenda o Egonie Bondym i Vladimírku [fragm.] (tłum. Jakub Pacześniak), Legenda o Egonie Bondym i o Włodeczku
  - Morytát o prasečích hodech – Pieśń dziadowska o uczcie na świniobiciu
  - Legenda o Lamertzových jehlách – Legenda o igłach Lamertza
  - Květnový morytát aneb Byla noc tichá májová – Dziadowska pieśń majowa, czyli była majowa cicha noc
  - Legenda o krásné Julince – Legenda o pięknej Julci
  - Legenda o Kainovi – Legenda o Kainie
  - Morytát o Královně noci – Pieśń dziadowska o królowej nocy
  - Legenda zahraná na strunách… – Legenda zagrana na strunach rozpiętych między kołyską a trumną
  - Morytát o cestovatelích kolem světa – Pieśń dziadowska o podróżnikach dookoła świata
  - Morytát o zavraždění Anežky Hrůzové – Pieśń dziadowska o zamordowaniu Agnieszki Grozówny
  - Morytát o veřejné popravě – Pieśń dziadowska o egzekucji publicznej
  - Post scriptum – Postscriptum
- Ze zbioru Etudy ukazały się:
  - Tvoření – Tworzenie (tłum. Maria Bogdańska)
  - Rackové – Mewy (tłum. Maria Bogdańska)

[tom 6]:
- Postřižiny – Postrzyżyny (tłum. Andrzej Czcibor-Piotrowski)
- Městečko, kde se zastavil čas – Miasteczko, gdzie się zatrzymał czas [fragm.] (tłum. Krystyna Moćko), Miasteczko, w którym czas się zatrzymał (tłum. Piotr Godlewski)
- Něžný barbar – Czuły barbarzyńca: teksty pedagogiczne (tłum. Aleksander Kaczorowski):

[tom 7]:
- Obsluhoval jsem anglického krále – Obsługiwałem angielskiego króla (tłum. Franciszek A. Bielaszewski), Obsługiwałem angielskiego króla (tłum. Maciej Prażak [Jan Stachowski])

[tom 8]:
- Hostinec U Bernardýna – Gospoda „Pod Bernardynem” (tłum. Jan Stachowski)
- Měsíčná noc – Księżycowa noc (tłum. Jan Stachowski), Noc księżycowa (tłum. Andrzej Czcibor-Piotrowski)
- Pan Metek – Pan Metek (tłum. Jan Stachowski)
- Zdivočelá kráva – Wściekła krowa (tłum. Andrzej Czcibor-Piotrowski), Wściekła krowa (tłum. Jan Stachowski)
- Králíčci v křídle – Fortepian i króliki (tłum. Jan Stachowski)
- Jumbo – Jumbo (tłum. Jan Stachowski)
- Nejkrásnější oči – Najpiękniejsze oczy (tłum. Jan Stachowski)
- Mazánkův zázrak – Cud numer dwa (tłum. Jan Stachowski)
- Slavnost sněženek – Święto przebiśniegu (tłum. Jan Stachowski)
- Přátelé – Przyjaciele (tłum. Jan Stachowski)
- Školení – Złota kiełbasa (tłum. Jan Stachowski)
- Leli – Leli (tłum. Jan Stachowski)
- Dětský den – Dzień Dziecka (tłum. Jan Stachowski)
- Beatrice – Beatrycze (tłum. Jan Stachowski), Beatrycze (tłum. Stanisław Góra), Siostra Beatrycze (tłum. Andrzej Czcibor-Piotrowski)
- Lucinka a Pavlína – Koty i ludzie (tłum. Jan Stachowski)
- Hostina – Uczta (tłum. Jan Stachowski)
- Variace na krásnou slečnu – Wariacje na temat pięknej dziewczyny (tłum. Andrzej Czcibor-Piotrowski), Wariacje na temat pięknej panny (tłum. Jan Stachowski)
- Pan Iontek – Pan Iontek (tłum. Jan Stachowski)
- Vlasy jako Pivarník – Włosy uroczne (tłum. Jan Stachowski)
- Rukověť pábitelského učně – Vademecum bawidulskiego praktykanta (tłum. Jan Stachowski), Vademecum bawidulskiego ucznia (tłum. Maria Janusz)
- Družička – Druhna (tłum. Andrzej Czcibor-Piotrowski)
- Polomy v lese – Punkt zerowy (tłum. Jan Stachowski)
- Čekání na chleba – Czekając na chleb (tłum. Jan Stachowski)
- Na zahrádce – W ogródku (tłum. Jan Stachowski)
- Maminčiny oči – Najpiękniejsze oczy (tłum. Jan Stachowski)
- Jeden dětský den – Dzień Dziecka (tłum. Jan Stachowski)
- Pan Kakra – Pan Kakra (tłum. Jan Stachowski)
- Hostina [późniejszy wariant] – Uczta (tłum. Jan Stachowski)
- Adagio lamentoso – Adagio lamentoso (tłum. Józef Waczków), Adagio lamentoso (tłum. Piotr Godlewski)

[tom 9]:
- Příliš hlučná samota – Zbyt głośna samotność (tłum. Paweł Heartman [Piotr Godlewski])

[tom 10]:
- Krasosmutnění – Taka piękna żałoba (tłum. Andrzej Czcibor-Piotrowski)
- Harlekýnovy miliony – Skarby świata całego (tłum. Andrzej Czcibor-Piotrowski)

[tom 11]:
- Svatby v domě – Wesela w domu (tłum. Paweł Heartman [Piotr Godlewski]), Wesela w domu: czytadełko dla dziewcząt (tłum. Piotr Godlewski)
- Vita nuova – Vita nuova: obrazki (tłum. Piotr Godlewski)
- Proluky – Puste miejsca na plomby [fragm.] (tłum. Witold Nawrocki), Przerwy w zabudowie (tłum. Paweł Heartman [Piotr Godlewski]), Prześwity [fragm.] (tłum. Piotr Godlewski), Przerwy (tłum. Piotr Godlewski)

[tom 12]:
- Život bez smokingu – Życie bez smokingu (tłum. Andrzej Babuchowski)
- Božské děti – Dzieci boże (tłum. Jan Stachowski)
- Autíčko – Auteczko: ballada (tłum. Jakub Pacześniak)
- Dandy v montérkách – Dandys w drelichu (tłum. Jan Stachowski)
- Moje Libeň – Moja Libeń (tłum. Aleksander Kaczorowski)
- Kdo jsem – Kim jestem (tłum. Andrzej Sławomir Jagodziński), Gawęda knajpiana [fragm. - część cz. 1] (tłum. Jan Stachowski), Urlop [fragm. - cz. 6] (tłum. Andrzej Babuchowski)
- Ze zbioru Proč píšu ukazały się:
  - Předmluva – Odnaleziona ósemka (tłum. Aleksander Kaczorowski)
  - Proč píšu? – Dlaczego piszę (tłum. Michał Kłos), Dlaczego piszę? (tłum. Andrzej Babuchowski)
  - O Pábitelích – O pabitelach (tłum. Jan Stachowski)
  - Zpráva o pitvě vlastní mrtvoly – Protokół z sekcji własnych zwłok (tłum. Jan Stachowski)

[tom 13]:
- Listopadový uragán – Listopadowy huragan (tłum. Andrzej Czcibor-Piotrowski):
  - Kouzelná flétna – Czarodziejski flet (tłum. Józef Waczków), Flet czarodziejski (tłum. Paweł Heartman [Piotr Godlewski]), Zaczarowany flet
  - Potopená katedrála – Zatopiona katedra (tłum. Michał Kłos), Zatopiona katedra (tłum. Zofia Tarajło-Lipowska), Zatopiona katedra
  - Veřejná sebevražda – Publiczne samobójstwo
  - Několik vět – Kilka zdań
  - Třínohý kůň na dostihové dráze – Koń o trzech nogach na torze wyścigowym
  - Greyhound story – Greyhound story
  - Bílý koníček – Biały konik
  - Listopadový uragán – Listopadowy huragan
  - Živoucí řetězy – Żywe łańcuchy
  - Na doraz – Aż do końca
- Ponorné říčky – Podziemne rzeczki (tłum. Andrzej Czcibor-Piotrowski):
  - Osm a půl – Osiem i pół
  - Svět a kalhoty Samuela Becketta – Świat i spodnie Samuela Becketta
  - Mešuge stunde – Meszuge Stunde
  - Ponorné říčky – Podziemne rzeczki
  - Zakřiknuté krásky – Nieśmiałe ślicznotki
  - Cassius v emigraci – Cassius na emigracji
  - Písečný kocour – Płowe kocisko
  - Že jsme radši nevyhořeli – Że też się raczej nie spaliliśmy
  - Zlatá větev – Złota gałąź
  - To bylo tenkrát na ostrově Capri – „Pamiętasz Capri, to nasze spotkanie…”
  - Totální strachy –Nic, tylko strach
- Růžový kavalír – Różowy kawaler (tłum. Katarzyna Kępka):
  - Štědrý den – Wigilia
  - Věže zasažené bleskem – Wieże rażone piorunem
  - Veselé velikonoce – Wesołe Święta Wielkanocne''
  - Pohádka o Zlaté Praze – Bajka o Złotej Pradze (tłum. Jan Stachowski), Bajka o Złotej Pradze
  - Toť schizofrenické – Tak to schizofreniczne
  - Růžový kavalír – Różowy kawaler
  - Kůň truhláře Bárty – Koń stolarza Bárty
  - Praha, město utajených infarktů – Praga, miasto utajonych zawałów
  - Modrý pokoj – Niebieski Pokój
  - Pogrom – Pogrom
  - To, co zbylo – To, co zostało

[tom 14]:
- Aurora na mělčině – Aurora na mieliźnie (tłum. Maciej Falski)):
  - Veselé vánoce – Wesołych świąt
  - Aurora na mělčině – Aurora na mieliźnie
  - Březnové idy – Idy marcowe
  - Krásná Anežka – Piękna Anežka
  - Dubnové idy – Idy kwietniowe
  - Květnové idy – Idy majowe
  - Den otevřených dveří – Dzień otwartych drzwi
  - Červnové idy – Idy czerwcowe
  - Červencové idy – Aurora na mieliźnie [bez 2 ostatnich akapitów] (tłum. Andrzej Sławomir Jagodziński), Idy lipcowe
  - Srpnový morytát – Sierpniowe krwawe historyjki
  - I naše chyby jsou dokonalé – Nasze błędy też są doskonałe
  - US Open 92 – US Open 92
  - Epilog – Aurora na mieliźnie [fragm. - 2 ostatnie akapity] (tłum. Andrzej Sławomir Jagodziński), Epilog (tłum. Andrzej Czcibor-Piotrowski), Epilog
- Večerníčky pro Cassia – Dobranocki dla Cassiusa (tłum. Andrzej Czcibor-Piotrowski):
  - Večerníček pro Cassia – Dobranocka dla Cassiusa
  - Magna charta 92 – Magna Charta 92
  - Vánoční večerníček – Dobranocka na Boże Narodzenie
  - Svátek mláďátek – Święto Niewiniątek
  - Večerníček na zlatou neděli – Dobranocka na Niedzielę Pięćdziesiątnicy
  - Česká rapsodie – Czeska rapsodia
  - Česká republiko, dobrý den – Dzień dobry, Republiko Czeska
  - Love story – Love story
  - Premiéra – Premiera
  - Kočičí šibřinky aneb Zpověď bez rozhřešení – Kocia maskarada, czyli spowiedź bez rozgrzeszenia
  - Inaugurace a vnitřní monolog – Inauguracja i monolog wewnętrzny
  - Krajina v zimním hávu – Krajobraz w szacie zimowej
  - Modrý pondělí – Szewski poniedziałek
  - A havran krák už nikdykrát – Kruk zakrakał: „Nigdy już”
  - Sacre du printemps – Sacre du Printemps
  - Happy end – Happy end
- Balony mohou vzlétnout – Balony mogą wzlecieć (tłum. Katarzyna Kępka-Falska i Maciej Falski):
  - Hořící vajgly v uchu – Pet żarzący się w uchu
  - Zavražděný kohout – Zabity kogut
  - I balony mohou vzlétnout – I balony mogą wzlecieć
  - Velké ceny – Wielkie nagrody
  - Ubili koníčka ubili – Ubili konika, ubili (tłum. Jakub Pacześniak), Zabili konika, zabili
  - La transmontana – La transmontana
  - Hovořil jsem s panem prezidentem Mitterrandem – Rozmawiałem z panem prezydentem Mitterandem
  - Partnerství pro mír aneb Čekání na Godota – Partnerstwo dla pokoju albo czekając na Godota (tłum. Jan Stachowski), Partnerstwo dla Pokoju albo czekanie na Godota
  - Usměvavý Apollon. A v pravé poledne – Uśmiechający się Apollo. I w samo południe
  - Intimní toaleta žen – Intymna toaleta kobiet
  - The fascination – The fascination''
  - Delirantní video – Deliryczne wideo (tłum. Piotr Godlewski), Deliryczne wideo

[tom 15]:
- Ze zbioru Domácí úkoly: úvahy a rozhovory ukazały się:
  - Jakpak se člověk stane spisovatelem? - Jak człowiek zostaje pisarzem (tłum. Przemysław Dakowicz)
  - Na struně mezi kolíbkou a rakví – Na strunie między kołyską a trumną (tłum. Maria Janusz)
  - O výjezdních doložkách – O klauzulach wyjazdowych (tłum. Aleksander Kaczorowski)
- Ze zbioru Domácí úkoly z pilnosti ukazały się:
  - Interview pro Maďarsko a vůbec – Grozy wojenne (tłum. Aleksander Kaczorowski)
  - Rozhovor sám se sebou – O Brunonie Schulzu, cz. I [fragm.] (tłum. Józef Zarek), Piękna rupieciarnia (tłum. Aleksander Kaczorowski)
- Sémantický zmatek – Semantyczny zamęt (tłum. Andrzej Sławomir Jagodziński i Aleksander Kaczorowski):

[tom 16]:
- Naivní fuga – Fuga naiwna (tłum. Maciej Falski)

[tom 17]:
- Kličky na kapesníku – Tragizm i humor to bliźnięta [fragm.] (tłum. Piotr Godlewski), Jestem dzieckiem epoki [fragm.] (tłum. Jan Stachowski), O Brunonie Schulzu, cz. II [fragm.] (tłum. Józef Zarek), Drybling Hidegkutiego, czyli rozmowy z Hrabalem: rozmawia László Szigeti (tłum. Aleksander Kaczorowski)
- Rozhovor ve Skotsku – Rozmowa z Janem Čulíkiem, Glasgow, maj 1991 (tłum. Katarzyna Kępka)
- Beseda v restauraci Hájenka – Spotkanie autorskie w restauracji „Leśna” (tłum. Jan Stachowski)
- Z besedy na stanfordské univerzitě – Ze spotkania na Uniwersytecie w Stanford 25.04.1989 (tłum. Katarzyna Kępka)
- Rozhovor pro Hlas Ameriky – „Głos Ameryki”, 3 maja 1989 (tłum. Katarzyna Kępka)
- Rozhovor pro Československý rozhlas – Radio Czechosłowackie, maj 1989 (tłum. Katarzyna Kępka)
- Vinárna U Křižovníků – Winiarnia „U Krzyżowników”, czerwiec, 1991 (tłum. Katarzyna Kępka)

[tom 18]:
- Bohumil Hrabal uvádí… – [fragment bez tytułu] (tłum. Andrzej Czcibor-Piotrowski)
- Co to je hospoda… – Czym jest knajpa (tłum. Jan Stachowski)
- Cikánská rapsodie – Cygańska rapsodia (tłum. Katarzyna Kępka), Cygańska rapsodia (tłum. Andrzej Czcibor-Piotrowski)

[* * *]
- Já si vzpomínám jen a jen na slunečné dny: z rukopisné pozůstalosti – Pamiętam jedynie dni słoneczne: ze spuścizny rękopiśmiennej (tłum. Piotr Godlewski)

## Polska bibliografia
- Więcej niż miłość: opowiadania czeskie (zawiera opowiadanie Pogrzeb), 1964
- Czternaście opowiadań czeskich i słowackich (zawiera opowiadanie Chrzciny 1947), 1966
- Lekcje tańca dla starszych i zaawansowanych, 1967 (zawiera również Bambini di Praga 1947), 1991 (zawiera również: Postrzyżyny, Taka piękna żałoba, Skarby świata całego), 2003
- Bar Świat (wybór opowiadań: Wieczorna lekcja jazdy, Baron Münchhausen, Pogrzeb, Cygańska romanca, Bawidułki, Bar Świat, Jarmilka, Śmierć pana Baltisbergera, Diamentowe oczko, Emanek, Oczy serafina, Pan rejent, „Pod Zielonym Drzewem”, Chce pan widzieć Złotą Pragę?, Praskie jasełka, Kafkiada), 1968, 1989
- Pociągi pod specjalnym nadzorem, 1969, 1985, 1986, 1997, 2002, 2011
- Opowiadania pisarzy czeskich XX w. (zawiera opowiadanie Druhna), 1977
- Zbyt głośna samotność, 1978 (II obieg), 1982 (II obieg, tł. popr.), 1989 (II obieg, tł. za wyd. z 1982), 1989 (II obieg, tł. za wyd. z 1982), 1993 (tł. za wyd. z 1978, zawiera również Adagio lamentoso), 1996 (tł. za wyd. z 1978, zawiera również Adagio lamentoso), 2003 (tł. popr.)
- Postrzyżyny, 1980, 2001, 2007
- Sprzedam dom, w którym już nie chcę mieszkać (opowiadania: Zupełny Kafka, Dziwni ludzie, Anioł, Odlew i odlewy, Zdrada luster, Rozwalony bęben, Piękna Poldi), 1981, 1996, 2009
- Święto przebiśniegu (opowiadania), 1981 (wersja przerobiona po ingerencji cenzury, zawiera: Punkt zerowy – dodane później, Gospoda „Pod Bernardynem”, Pan Metek, W ogródku – dodane później, Fortepian i króliki, Czekając na chleb – dodane później, Najpiękniejsze oczy – wersja późniejsza, Dzień Dziecka – wersja późniejsza, Cud numer dwa, Pan Kakra – dodane później, Święto przebiśniegu, Przyjaciele, Leli, Koty i ludzie, Uczta – wersja późniejsza, Pan Iontek), 1997 (wersja pierwotna, zawiera: Gospoda „Pod Bernardynem”, Księżycowa noc, Pan Metek, Wściekła krowa, Fortepian i króliki, Jumbo, Najpiękniejsze oczy, Cud numer dwa, Święto przebiśniegu, Przyjaciele, Złota kiełbasa, Leli, Dzień Dziecka, Beatrycze, Koty i ludzie, Uczta, Wariacje na temat pięknej panny, Pan Iontek, Włosy uroczne, Vademecum bawidulskiego praktykanta), 2008 (za wyd. z 1997), 2011 (za wyd. z 1997)
- Aferzyści i inne opowiadania (wybór opowiadań: Krwawa ballada, którą napisali czytelnicy, Aferzyści, Kochaś, Druhna, Legenda o pięknej Julci, Chrzciny 1947, Baron Münchhausen, Pogrzeb, Cygańska romanca, Bawidułki, Bar „Świat”, Jarmilka, Śmierć pana Baltisbergera, Diamentowe oczko, Emanek, Oczy Serafina, Pan rejent, „Pod zielonym drzewem”, Praskie Jasełka, Kafkiada), 1983
- Na rozdrożu: antologia opowiadań czeskich 1960-1980 (zawiera opowiadanie Leniwe popołudnie), 1983
- Taka piękna żałoba ,1983, 1997, 2003, 2006, 2008
- Skarby świata całego, 1985, 2000
- Obsługiwałem angielskiego króla, 1987 (II obieg), 1988 (II obieg), 1990, 1990 (w innym tł.), 2001, 2007, 2011
- Nazywać rzeczy po imieniu. Wybór niezależnej publicystyki czeskiej i słowackiej (zawiera opowiadanie Pewien zwykły dzień), 1987 (II obieg)
- Przerwy, 1988 (II obieg), 1989 (II obieg), 2011 [wydanie I i II pod tytułem Przerwy w zabudowie]
- Wesela w domu, 1989 (II obieg), 2000 (zawiera również: Vita nuova, Przerwy; tł. popr.), 2010
- Odarci ze skóry: mini-antologia różnych odmian nadrealizmu czeskiego i słowackiego (zawiera fragment poematu Bambino di Praga), 1989
- Legenda o pięknej Julci i inne opowiadania (wybór opowiadań: Spotkanie, Pogrzeb, Chrzciny 1947, Wieczorna lekcja jazdy, Cygańska romanca, Legenda o pięknej Julci, Legenda o igłach Lamertza, Druhna, Wściekła krowa, Noc księżycowa, Siostra Beatrycze, Wariacje na temat pięknej dziewczyny, Zaczarowany flet), 1990
- Zaczarowany flet, 1991, [w późniejszym pełnym wyd. pod tytułem Listopadowy huragan]
- Nic, tylko strach: Listów do Kwiecieńki księga druga, 1994, [w późniejszym wyd. pod tytułem Podziemne rzeczki]
- Kim jestem, 1994
- Bambini di Praga 1947, 1995 (część nakładu pod tytułem Bambini di Praga)
- Czuły barbarzyńca: teksty pedagogiczne, 1997, 2003, 2012
- Pamiętam jedynie dni słoneczne: Bohumil Hrabal w fotografii, 1998
- Kain. Bambino di Praga. Jarmilka (opowiadania: Kain: opowiadanie egzystencjonalne, Bambino di Praga: epos, Jarmilka: dokument), 1998
- Rozpirzony bęben: opowieści wybrane (wybór opowiadań: Dzień świętojański, Cierpienia starego Wertera, Protokół, czyli przyczynek do renesansu spisany wspólnie z moim stryjem Józefem, Trasa numer 23a, Sympozjon, Romantycy, Rozpirzony bęben, Śnięte popołudnie, Miłość, Adagio lamentoso, Czarodziejski flet), 2000, 2005
- Hrabal, Kundera, Havel…: antologia czeskiego eseju (zawiera esej Kim jestem), 2001
- Drybling Hidegkutiego, czyli rozmowy z Hrabalem: rozmawia László Szigeti, 2002, 2011
- Listy do Kwiecieńki (zawiera: Listopadowy huragan, Podziemne rzeczki), 2002, 2004
- Auteczko: ballada, 2003, 2009
- Dobranocki dla Cassiusa, 2004
- Pociągi pod specjalnym nadzorem. Postrzyżyny, 2004
- Miasteczko, w którym czas się zatrzymał, 2004
- Różowy kawaler, 2005 (zawiera również: Ameryka zaczęła się „Pod Złotym Tygrysem”, Cygańska rapsodia)
- Aurora na mieliźnie, 2006 (zawiera również Fuga naiwna)
- Piękna rupieciarnia (wybór esejów, szkiców i wywiadów: Spotkanie autorskie w restauracji „Leśna”, Dandys w drelichu, Piękna rupieciarnia, Odnaleziona ósemka, Moja Libeń, O klauzulach wyjazdowych, Grozy wojenne, Protokół z sekcji własnych zwłok, Partnerstwo dla Pokoju albo Czekając na Godota, Czym jest knajpa), 2006
- Pieśni dziadowskie i legendy (opowiadania: Pieśń dziadowska, którą napisali czytelnicy, Legenda o Egonie Bondym i o Włodeczku, Pieśń dziadowska o uczcie na świniobiciu, Legenda o igłach Lamertza, Dziadowska pieśń majowa, czyli była majowa cicha noc, Legenda o pięknej Julci, Legenda o Kainie, Pieśń dziadowska o królowej nocy, Legenda zagrana na strunach rozpiętych między kołyską a trumną, Pieśń dziadowska o podróżnikach dookoła świata, Pieśń dziadowska o zamordowaniu Agnieszki Grozówny, Pieśń dziadowska o egzekucji publicznej, Postscriptum), 2006
- Schizofreniczna ewangelia (wybór opowiadań: Strzelcy malowani, Dom, który orzeźwiał się błyskawicą, Słynna legenda Wantochowa, Schizofreniczna ewangelia, Opowiadanie styczniowe, Opowiadanie lutowe, Eksplozja Gabriel, Made in Czechoslovakia, Blitzkrieg (Błyskawica), Spotkania i odwiedziny), 2007
- Balony mogą wzlecieć, 2009
- Vita nuova, 2011
- Życie bez smokingu (opowiadania: Dzieci boże, Życie bez smokingu, Vademecum bawidulskiego praktykanta, Dandys w drelichu, Urlop, Gawęda knajpiana, Moja Libeń, Dlaczego piszę?), 2011
- Perełki na dnie: wybór opowiadań (zawiera: Śmierć pana Baltisbergera, Blagierzy, Bambini di Praga 1947, Bar Świat, Cygańska romanca), 2011
- Perełka na dnie: Rozmowy (zawiera: Wieczorna jazda, Pupil, Dawne złote czasy, Śnięte popołudnie, Śmierć pana Baltisbergera, Emanek, Oczy serafina, Blagierzy, Baron Münchhausen, Chrzciny 1947, Praskie jasełka), 2012
- Opowiadacze. Nie tylko Hrabal (zawiera opowiadanie Zwyczajny dzień), 2012
- Złocieńka, 2014
- Pabitele (zawiera: Jarmilka, Pan rejent, Pogrzeb, Bambini di Praga 1947, Pabitele, Bar Świat, Chce pan widzieć Złotą Pragę?, Jontoforeza, Dama kameliowa, Diamentowe oczko, Romanca, O pabitelach), 2015

## Teksty w polskich czasopismach
(utwory nie publikowane w książkach)
- Tworzenie – „Literatura na Świecie”, 1971 nr 5
- Mewy – „Literatura na Świecie”, 1971 nr 5
- Bohumil Hrabal uvádí… (fragment; przedmowa do rozdziału „Żółty ptak” z powieści Taka piękna żałoba) – „Kierunki”, 1982 nr 27
- Strzępy poetyckiego elementarza (wybór z poematów Bambino di Praga i Piękna Poldi) – „Tu i Teraz”, 1983 nr 17
- Z czym literatura wkracza w wiek XXI (międzynarodowa ankieta „Literatury na Świecie”) – „Literatura na Świecie”, 1984 nr 4, 1989 nr specjalny
- Na strunie między kołyską a trumną – „Pismo Literacko-Artystyczne”, 1984 nr 5
- Notatnik snów – „Literatura na Świecie”, 1994 nr 9
- Kolekcji nie ma. Mathias – „Literatura na Świecie”, 1997 nr 1/2
- Semantyczny zamęt – „Literatura na Świecie”, 1997 nr 1/2
- Nuda na stacji – „Tygodnik Powszechny”, 1997 nr 7
- Wielkie życie – „Kresy”, 1998 nr 2
- Jak człowiek zostaje pisarzem? - Topos" 2020, nr 1
- Kwestionariusz Hrabalowski. Fragmenty wywiadów z Bohumilem Hrabalem - „Topos” 2020, nr 1